# Full Tilt Boogie Band
Full Tilt Boogie Band — канадская рок-группа, образованная в 1969 году и ставшая известной после того, как к составу в качестве ведущей вокалистки присоединилась Дженис Джоплин. Кроме неё в состав группы входили Брэд Кемпбелл (англ. Brad Campbell, бас-гитара, экс-The Paupers, Main Squeeze), Джон Тилл (англ. John Till, гитара, экс-Main Squeeze), Ричард Белл (англ.  Richard Bell, фортепиано, экс-Ronnie Hawkins Band), Кен Пирсон (Ken Pearson), орган и Кларк Пирсон (англ. Сlarke Pierson), ударные..
Первоначально состав назывался Full Tillt Boogie Band (с двумя «L»: таким образом обыгрывалась фамилия лидера) и был побочным проектом Тилла, занимавшегося, в основном, сессионной студийной работой. Как и лидер коллектива, остальные его участники, были канадцами, выходцами из Стратфорда и Вудстока, в Онтарио (Канада).

## История группы
После ухода Джоплин из Big Brother and the Holding Company менеджер собрал для неё новый состав, Kozmic Blues Band, куда вошли Тилл и еще несколько музыкантов, которых лейбл считал «надёжными», плюс духовая секция. Звучание не удовлетворило певицу, кроме того, отрицательной была и реакция критиков на альбом I Got Dem Ol' Kozmic Blues Again Mama! (1969). Она уволила всех, кроме Тилла.
Тилл убедил Джоплин продолжить работу с полным составом группы и согласился сократить её название на одну букву «l»: таким образом Full Tilt Boogie превратился в аккомпанирующий состав. Певица охотно приняла это предложение, поняв, что теперь с ней будет играть четко слаженный коллектив.
Full Tilt впервые сыграли вместе 4 апреля 1970 года, в сан-францисских студиях Fillmore West, после чего в мае приступили к гастролям. 28 июня группа начала своё участие в гастролирующем шоу Festival Express наряду с Grateful Dead, Delaney & Bonnie, Риком Данко и The Band, Эриком Андерсоном, дуэтом Ian and Sylvia дав концерты в Торонто, Виннипеге и Калгари.
Последнее выступление Full Tilt Boogie Band состоялось 12 августа 1970 года на Harvard Stadium в Бостоне, Массачусетс. Газета Harvard Crimson поместила благоприятный отзыв: концерт был удачным, несмотря на то, что у группы в Бостоне похитили оборудование, и она выступала с чужой аппаратурой.
В сентябре 1970 года Джоплин и группа в Лос-Анджелесе начали работу над новым альбомом с продюсером Полом А. Ротшильдом. 4 октября 1970 года певица была найдена мёртвой в отеле «Лэндмарк». Работа над альбомом была завершена, и он вышел под заголовком Pearl в 1971 году.